# دیزی ۵۸۳۱
سیارک ۵۸۳۱ (به انگلیسی: 5831 Dizzy، نامگذاری:1991JG) پنج هزار و هشتصد و سی و یکمین سیارک کشف شده‌است که در ۴ مه ۱۹۹۱ کشف شد.